# Delavnjača
Delavnjača (mađ. Imrehegy) je selo u središnjoj Mađarskoj.
Zauzima površinu od 70,31 km četvornih.

## Zemljopisni položaj
Nalazi se u regiji Južni Alföld, na 46°29' sjeverne zemljopisne širine i 19°19' istočne zemljopisne dužine.

## Upravna organizacija
Upravno pripada kireškoj mikroregiji u Bačko-kiškunskoj županiji. Poštanski broj je 6328.

## Stanovništvo
U Delavnjači živi 845 stanovnika (2002.). 

## Znamenitosti
U blizini se nalazi nacionalni park Kiskunság.

## Pobratimstva
- Crasna